# 男と女でダバダバだ!!
男と女でダバダバだ!!（おとことおんなでだばだばだ!!）はラジオ大阪で1973年10月6日から1982年10月2日まで放送されたラジオ番組である。

## 概要
ラジオ大阪の土曜編成実施により開始。
「男と女」にまつわる話をトークテーマにしていた。
投稿が採用されたリスナーには抽選で10名に「番組特製ブローチ」をプレゼントしていた。
番組側で選考した女性リスナー5名のヌード写真をプロカメラマンである大山の夫が撮影して、作成されたパネルを女性リスナー本人に渡す企画もあった

## 出演者
- 二代目桂春蝶[注釈 1]
- 大山昭子（彫刻家）
- 菊地美智子

## コーナー
- ラジオショッピング
- 交通ニュース
- サンケイ新聞ニュース
- 赤ちゃん相談